# Casa de Mirranes
A Casa ou família de Mirranes, também designada casa/família mirrânida ou casa/família de Mirã/Merã (Mihrān/Mehrān), foi uma das principais famílias nobres iranianas (šahrdārān), uma das sete grandes casas do Império Sassânida que reivindicaram descender da dinastia arsácida da Pártia. Um ramo da família formou a linha mirrânida dos reis da Albânia e a dinastia cosroida da Ibéria.

## História
A família é mencionada pela primeira vez em meados do século III numa inscrição trilíngue no Cubo de Zaratustra, que aborda as atividades políticas, militares e religiosas de Sapor I (r. 240–270), o segundo xá sassânida. A família permaneceu como os "marqueses" hereditários de Rei através do período sassânida. Durante o século IV, os ramos alegadamente derivados dessa família tomaram a coroa de três reinos do Cáucaso: Ibéria (cosroidas), Gogarena e Albânia/Gardamana (mirrânidas). Vários membros da família serviram como generais nas guerras romano-persas, onde são mencionados simplesmente como Mirã ou Mirranes (Μιρράνης) nas fontes gregas. De fato, Procópio de Cesareia, em sua História das Guerras, afirma que o nome Mirranes é um título equivalente a general.
Notáveis membros do clã mirrânida incluem: Mir-Sapor, que participou no Concílio de Selêucia-Ctesifonte; Vemir-Sapor (428–442), o primeiro marzobã da Armênia; Sapor Mirranes, o marzobã da Armênia em 482; Isdigusnas, general na Armênia contra revoltosos locais; Isdigusnas, um dos vizires de Cosroes I (r. 531–579); Fabrizo, general na Guerra Lázica; Perozes, o comandante-em-chefe sassânida durante a Guerra Anastácia e a Batalha de Dara; Mirranes Mirabandaces, que lutou contra os bizantinos na Armênia em 572; Glones Mirranes, que lutou contra os bizantinos na Armênia em 572-573; e Vararanes VI (590  591), que liderou um golpe contra Cosroes II (r. 590–628) e brevemente usurpou a coroa de 590 a 591.